# Мушон, Луи-Эжен
Луи́-Эже́н Мушо́н (фр. Louis-Eugène Mouchon, 30 августа 1843, Париж — 3 марта 1914, Монруж, О-де-Сен) — французский медальер, гравёр почтовых марок, банкнот и медальонов. Особенно известен благодаря популярной во Франции стандартной серии марок, называемых в его честь типом Мушон.

## Биография
Луи-Эжен учился мастерству у своего отца. В дальнейшем художник специализировался в области гравюры на стали, бронзе и дереве. Работал штатным государственным гравёром Франции.
В 1889 году Мушон получил золотую медаль Всемирной выставки в разделе изобразительного искусства. В 1893 году ему была присуждена первая премия на конкурсе металлических ювелирных изделий, который проводился под эгидой организации декоративного искусства «Les Arts Décoratifs».

## Творчество
Мушон является автором большого числа банкнот и почтовых марок Франции и ряда других стран.

### Марки Франции

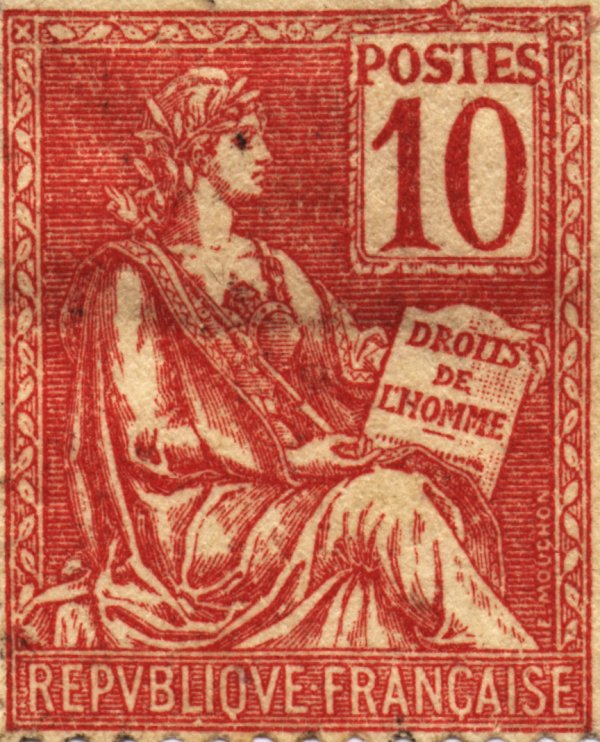
Марка Франции Тип Мушон

Луи-Эжен Мушон выгравировал 161 французскую почтовую марку, включая стандартные марки Франции типов Мушон, Саж, Сеятельница и Камея Сеятельница.

### Марки Бельгии
В Бельгии с 1884 по 1900 год находились в почтовом обращении марки с портретом бельгийского короля Леопольда II, гравированные или разработанные Мушоном.

### Марки Нидерландов
Мушон гравировал портрет королевы Нидерландов Вильгельмины для серии марок, известной как тип нидерл. «Wilhelmina bontkraag» («Меховой воротник Вильгельмины») и находившейся в обращении с 1899 по 1923 год.

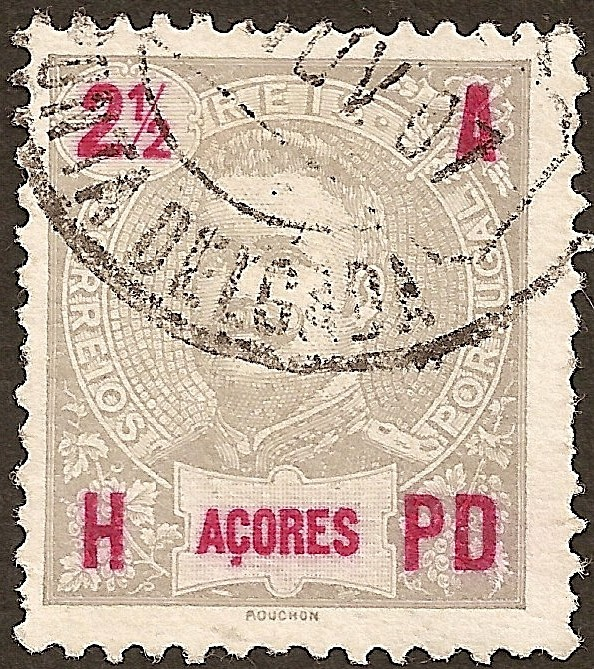
Король Португалии Карлуш I (стандартная серия Португалии, 1895) на марке работы Мушона

### Марки Португалии
В 1882 году для португальской почты он выгравировал рисунок для последнего выпуска короля Луиша I, а в 1895 году — марки второго выпуска его сына, короля Карлуша I. В Португалии выражение «тип Мушона» обозначает именно эти эмиссии.

### Марки Российской империи
В 1903 году Мушон приезжал в Россию по специальному приглашению для разработки почтовых марок с портретами царя Николая II. Француз справился с поставленной задачей, создав миниатюры высочайшего графического уровня, но из-за трагических событий 1904—1907 годов в России работы Мушона так и остались проектами, сохранившимися в печатных пробах различных цветовых сочетаний. Они демонстрируются в Государственной коллекции знаков почтовой оплаты Центрального музея связи имени А. С. Попова.

Франция, типы Тип Сеятельница, 1903, и Тип Камея Сеятельница, 1960(Sc #139 и 941)

## Курьёзы на марках Мушона

Обложка каталога «Дале», том I «Timbres de France 2007—2008», с изображением Тип Сеятельница Мушона

### Франция (1903)
Стандартный выпуск Франции с изображением аллегорической Сеятельницы, выходивший с 1903 года десятки лет, содержит, тем не менее, сюжетную ошибку: судя по развевающейся одежде и волосам, женщина сеет против ветра, что позабавит любого крестьянина.
Искусствоведы различают линейную сеятельницу (то есть классическое изображение, созданное Мушоном, и сеятельницу-камею, то есть двухцветное изображение с усиленным эффектом объема (хотя разница между двумя типами незначительная).
Силуэт сеятельницы Мушона использован при оформлении обложки французского каталога марок «Дале».

### Сербия (1904)

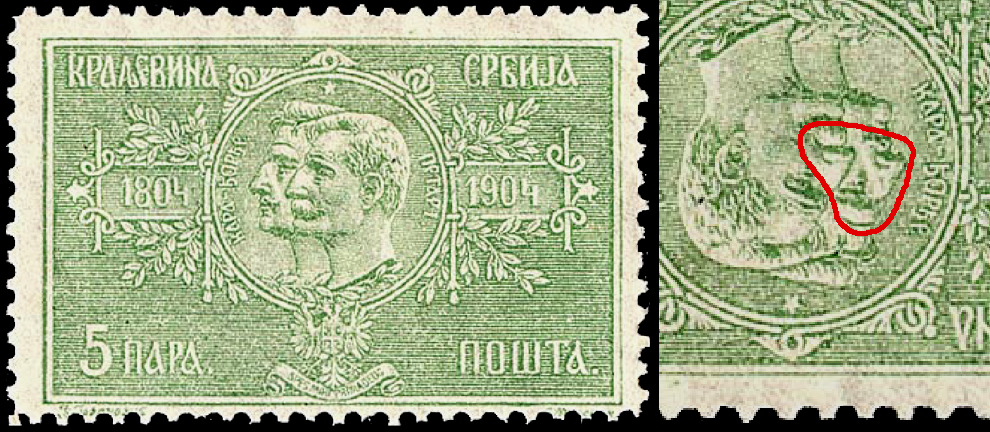
Сербия, 1904, 5 пара. «Лицо короля Александра»(Sc #79)

В 1903 году в результате заговора офицеров был убит король Сербии Александр Обренович V. К власти пришла конкурировавшая княжеско-королевская династия Карагеоргевичей (Караджорджевичей). В сентябре 1904 года была выпущена серия коммеморативных марок, посвящённых 100-летию восстания против турецкого ига, с изображениями двух портретов — основателя династии Карагеоргия и нового короля Петра I. Однако в декабре того же года эти марки пришлось изъять, так как на них обнаружился третий портрет: если смотреть на рисунок в перевёрнутом виде, можно увидеть между портретами королей третье лицо, напоминающее посмертную маску убитого короля Александра. Марки были заказаны Мушону, причём пресса утверждала, что в процессе изготовления заказа мать убитого Александра ездила в Париж и неоднократно встречалась с гравёром. Сербское посольство в Париже потребовало объяснений от тяжело больного Мушона. Хотя гравёру и удалось убедить дипломатов в своей невиновности, сербская почта больше не заказывала ему изготовление марок. Сходство проступающего на марках лица именно с Александром весьма отдалённое, и ряд наблюдателей указывают, что история, скорее всего, чрезмерно раздута.